# ロマン・ロラン
ロマン・ロラン（Romain Rolland, 1866年1月29日 - 1944年12月30日）は、フランスの小説家、評論家。理想主義的ヒューマニズム、平和主義、反ファシズムを掲げて戦争反対を世界に叫び続け、フランスでは評価されなかったが国際的に多くの知友を持った。
ベートーベンをモデルにした大河小説『ジャン・クリストフ』をはじめ、ヒューマニズムの立場にたった作品を発表した。著作に『魅せられたる魂』、戯曲『愛と死との戯れ』、評論『戦いを超えて』などがある。

## 生涯

### 幼少期・学生時代
ロマン・ロランは1866年1月29日、フランス中部ニエーヴル県のクラムシーに生まれる。父エミールは公証人で、母アントワネット＝マリーの家系も公証人であったことから貧しい環境ではなかった。1868年に、妹マドレーヌが誕生するも1871年に亡くなる。1872年に二人目の妹が生まれる。7歳からクラムシー中学（Collège de Clamecy）に通うものの、1880年に一家はパリに転居した。翌1881年からサン＝ルイ高等中学校（Lycée Saint-Louis）に入り、18歳であった1882年にルイ大王高等中学校に転校する。
その夏に、スイスのヴィルヌーヴで偶然ヴィクトル・ユーゴーと出会い深い感銘を受ける。また、このころから級友のポール・クローデルと音楽会に通い詰めた。1886年、2年遅れてエコール・ノルマル・シュペリウール（高等師範学校）へ進学し、哲学と歴史を学ぶ傍ら、文学・美術・音楽に没頭してピアノを嗜んだ。また、同級生でのアンドレ・シェアレスと親しくなった。1887年にはトルストイの『戦争と平和』を読み、トルストイと文通までしている。1889年に高師を卒業すると同時に歴史の教授資格試験に合格し、1891年までローマのフランス学院へ留学する。寄宿先は、フランス大使館のあるファルネーゼ宮殿の3階であった。そこで命じられた研究テーマは、「フランソワ1世とローマ教皇庁との関係」であった。また、ドイツの女流作家マルヴィーダ・フォン・マイゼンブーク（1816年 - 1903年）と知己となり、マイゼンブークを介してニーチェやワーグナーに関心を持つと共に、国際関係に興味を持った。

### 文学者
26歳であった1892年に言語学者ミシェル・ブレアルの娘クロチルド（Clotilde）と結婚するが、1901年に離婚した。1894年からアンリ4世高等中学（Lycée Henri-IV）で、翌年からルイ大王高等中学で教鞭をとる。1895年に『近代叙情劇の起源』と『16世紀イタリア絵画の凋落』により文学博士の学位を取得し、エコール・ノルマルの芸術史講師となった。この頃から、戯曲や音楽評論を発表し始める。1902年からは「社会学大学」（École des hautes étude sociales）で音楽史を担当した。
33歳であった1903年、高等師範学校時代の教え子であるシャルル・ペギーが創刊した雑誌『半月手帖』（Cahiers de la Quinzaine）に『ベートーヴェンの生涯』を発表した。これが反響を呼び、翌1904年にソルボンヌで音楽史を担当し始めると共に、『ジャン・クリストフ』を『半月手帖』に掲載し始め、1912年に脱稿する。同じ頃にヨーロッパ各地を旅行し、シュヴァイツァー、ヴェルハーレン、R.シュトラウス、ツヴァイク、リルケ、シンクレアらと知り合う。44歳であった1910年にレジオンドヌール勲章を受章する。1912年に『ジャン・クリストフ』を脱稿すると、文学に専心すべくソルボンヌを辞し、スイスの雑誌に芸術時評を書き始める。1913年には『ジャン・クリストフ』がアカデミー・フランセーズ文学大賞を受賞した。
1914年8月に勃発した第一次世界大戦については、偶然滞在中であったスイスから、仏独両国に対し「戦闘中止」を訴える。このことから祖国フランスへの反抗と受け取られて帰国できない状態になったが、その反面、アルベルト・アインシュタインやヘルマン・ヘッセ、エレン・ケイらと意を通じ合うことになる。国際的に評価される一方、母国で好感されぬ傾向は、生涯に亘ることとなる。50歳であった1916年に1915年度のノーベル文学賞を受賞する。大戦は1918年に終わりを迎えるが、ヴェルサイユ条約には極めて批判的で、同条約の妥結の祝砲に際して、日記に「悲しき平和よ！民衆の二つの殺戮にはさまれた馬鹿げた幕間！」« Triste paix ! Entracte dérisoire entre deux massacres de peuples! » と書きつけ、再び大戦に見舞われることを予測していた。
1917年にロシア革命が勃発すると早くも支持を表明し、レーニンの死やロシア革命10周年に際してはメッセージを送った。白色テロに反対する『国際赤色救援会』（International Red Aid）にも参加し、『ソ連邦建設科学アカデミー』の名誉会員に選ばれるなど、ソビエト連邦や共産党への共感を鮮明にした。1934年に再婚した2度目の妻マリー・クーダチェヴァ（Maria Koudacheva）はロランがモスクワから招いた秘書であり、再婚の翌年には夫妻同道でソ連を訪問し、マクシム・ゴーリキー宅に滞在してスターリンとも会見した。アンドレ・ジッドがソ連を批判した際には反批判を加えるほどだったが、独ソ不可侵条約の締結を切っ掛けとして『ソヴィエト友好協会』（L'association des amis de l'Union soviétique）を脱会し、以降は没交渉となる。

### 反ファシズム宣言
戦後の1919年に母親が死去したことから一時パリへ戻り、1921年にはタゴールを迎えるなどしたが、1922年、父および妹マドレーヌと共にスイスのレマン湖東岸ヴィルヌーヴ（Villeneuve）に定住する。1923年に雑誌『ユーロープ（欧州）』（Europe）の創刊に参加し、ロンドンの国際ペンクラブ大会にも出席した。翌1924年にはマサリク大統領に招かれてチェコスロバキアのプラハを訪れ、ジュネーヴの国際連盟総会に出席した。その一方で、ムッソリーニのファシスト党による暴行を非難している。1926年、雑誌『ユーロープ』が生誕60年記念号を出した。タゴールやネルーがロランの許を訪問している。さらにアンリ・バルビュスとともに「反ファシズム国際委員会（Comité antifasciste international）」を結成し、世界各国の知識人に「国際反戦会議（Congrès mondial contre la guerre）」の開催を呼びかけ、1932年8月にアムステルダムで開催された（アムステルダム＝プレイエル運動）。
65歳であった1931年に父親が死去し、マハトマ・ガンジーが来泊(高田博厚も同席)する。この年に起こった日本の満州占領については日本を非難した。1933年にはドイツ大統領ヒンデンブルクがロランにゲーテ賞を授与するが、ロランはこれを拒否した。1934年3月5日には左派知識人によって結成された「反ファシズム知識人監視委員会」（民族学者のポール・リヴェが会長、哲学者・作家のアランと物理学者のポール・ランジュヴァンが副会長）に参加した。
1936年にアラゴンやアンドレ・マルローらの発議、アンドレ・ジッドの司会により、生誕70年の祝賀会がパリで催される。レオン・ブルムの第一次人民戦線内閣の後援のもとに『七月十四日』がパリで上演され、ミヨーとオネゲルが曲を付し、ピカソが幕絵を描いた。72歳であった1938年にスイスからフランスへ帰国し、故郷に近いヴェズレーを終生の住処とする。ミュンヘン会談における仏英の弱腰に抗議し、1939年にドイツ軍がチェコスロバキアへ侵攻すると、首相ダラディエに非難書簡を送っている。　

### 晩年
第二次世界大戦が勃発するとヴェズレーがナチス占領地域内となり、ロランも沈黙を強いられるものの、それでも旧友のクローデルがロマンの許を来訪している。1943年から病床に就くが、1944年にパリ解放を知り、ソヴィエト大使館の十月革命祝賀会に出席した。レジスタンス犠牲者追悼メッセージを送り、年末には原稿の校正を終えると永眠した。故郷クラムシーで葬儀が行われ、近くのブレーヴ（Bréves）の墓地に埋葬された。
1946年、未亡人が企画して「ロマン・ロラン友の会」（Association des amis de Romain Rolland）が組織され、1985年の147号まで、会報を発行した。

## 日本人との交流
1918年、成瀬正一が日本人として初めてロランの許を訪れたとされる。
1925年、高村光太郎、倉田百三、尾崎喜八、片山敏彦、高田博厚らが『ロマン・ロラン友の会』を作り、一部はロランと文通した。1928年には中村星湖が、1929年には片山敏彦や松尾邦之助が、ヴィルヌーヴのロラン邸を訪ねた。
1931年、片山敏彦に連れられた高田博厚がヴィルヌーヴのロラン邸を訪ねた際、彫刻作品の写真を見せると、後日ロランから片山宛に「私はこの15年誰にも自分の像を作ることを断ってきたが、彼には作ってほしい」という手紙をもらう。同じ年の11月、マハトマ・ガンディーがロンドンの会議の帰途ロマン・ロラン邸に一週間滞在することになった際、高田博厚は素描のため、旅費まで用意された上でロラン邸に招かれ、ロマン・ロランとマハトマ・ガンディーの会談に同席した。
1937年、倉田百三の『出家とその弟子』の仏語訳を松尾邦之助らが出版した時は、ロランが序文を寄せた（訳文は、みすず書房：第3次全集、最終第43巻に収録）。
1971年、仏文学者の宮本正清が京都市にロマン・ロラン研究所を設立し、半世紀を経て一般財団法人として運営されている（理事長は西成勝好）　
2011年、未公刊一次資料を多く用いた伝記の大著、ベルナール・デュシャトレ『ロマン・ロラン伝』（村上光彦訳、みすず書房、原著は2002年刊）が出版された。
2017年、埼玉県東松山市で開催された『高田博厚没後30年記念イベント「思索の灯」』において、小樽商科大学名誉教授の高橋純が、フランス国立図書館の未公開文書から発見したロマン･ロラン＝高田博厚往復書簡に基づく講演。を行い、証人がいないとされていた1931年のロマン・ロランとマハトマ・ガンディーとの会談に高田が同席していたことが証明された。
2021年、高田博厚＝ロマン・ロラン往復書簡―回想録『分水嶺』補遺（高橋純編訳、高田博厚/ロマン・ロラン著）が刊行され、2017年の講演の内容が書籍化された。

## 語録
- 「人生は人間が共同で利用するブドウ畑です。一緒に栽培して、ともに収穫するのです。」
- 「世界に真の勇気はただ一つしかない。世界をあるがままにみることである。そうしてそれを愛することである。」[18]

## 著書
下記は、執筆年順での主な著述。各・末尾の（）表記は、みすず書房の第3次「全集」（1979年 - 1985年）の収録巻数と訳者である。
- 1890年：『ローマの春』（Printemps romain） （全33書簡、宮本正清・山上千枝子）
- 1890年：『エンペドクレース』（Empédocle） （全43雑纂・評伝、波多野茂弥・西村太一）
- 1890年：『オルシーノ』（Orsino） （全13戯曲、森孝子）
- 1891年：『バリオーニ一族』（Les Baglioni） （全13戯曲、波多野茂弥・玄善允）
- 1891年：『ニオベ』（Niobé） （全13戯曲、三木原浩史）
- 1892年：『ルイ・ド・ベルカンの最終裁判』（Le dernier procès de Louis Berquin） （全43雑纂・評伝、山口三夫）
- 1893年：『カリグラ』（Caliguia） （全13戯曲、小島達雄・三野博司）
- 1894年：『マントーヴァの包囲』（Le siège de Mantoue) （全13戯曲、宮本正清）
- 1895年：『近代叙情劇の起源、リュリおよびスカルラッティ以前のヨーロッパにおけるオペラの歴史』（Les origines du théâtre lyrique moderne - Histoire de l'opéra avant Lully et Scarlatti） （全20芸術研究、戸口幸策）
- 1895年：『16世紀イタリア絵画の凋落』（Cur ars picturae apud Italos XVI saeculi） （全20芸術研究、佐々木斐夫）
- 1895年：『聖王ルイ』（Saint-Louis） （全9戯曲、片山敏彦）
- 1896年：『サヴォナローラ』（Savonarole） （全43雑纂・評伝、波多野茂弥）
- 1896年：『ジャンヌ・ド・ピエンヌ』（Jeanne de Pienne） （全13戯曲、加藤行立）
- 1897年：『アエルト』（Aërt） （全9戯曲、波多野茂弥）
- 1897年：『敗れし人々』（Les vaincus） （全12戯曲、宮本正清）
- 1898年：『狼』（Les Loups） （全10戯曲、波多野茂弥）
- 1898年：『理性の勝利』（Le triomphe de la raison） （全10戯曲、波多野茂弥）
- 1898年：『ダントン』（Danton） （全11戯曲、波多野茂弥）
- 1899年：『三人の恋する女』（Les trois amoureuses） （全12戯曲、波多野茂弥・小笠原佳治）
- 1899年：『モンテスパン夫人』（La Montespan） （全12戯曲、村上光彦）
- 1900年：『七月十四日』（Le quatorze juillet） （全10戯曲、宮本正清）
- 1902年：『ミレー』（François-Millet） （全14伝記、蛯原徳夫）
- 1903年：『ベートーヴェンの生涯』（Vie de Beethoven） （全14伝記、片山敏彦）
- 1903年：『時は来らん』（Le temps viendra） （全9戯曲、片山敏彦）
- 1903年：『民衆劇論』（Le théâtre du peuple） （全11戯曲、宮本正清）
- 1904年 - 1912年：『ジャン・クリストフ』（Jean-Christophe） （全1 - 4小説、片山敏彦）
- 1905年：『ミケランジェロ』（Michel-Ange） （全20芸術研究、上田秋夫・山口三夫）
- 1906年：『ミケランジェロの生涯』（Vie de Michel-Ange） （全14伝記、蛯原徳夫）
- 1908年：『今日の音楽家たち』（Musiciens d'aujourd'hui） （全21芸術研究、野田良之）
- 1908年：『ありし日の音楽家たち』（Musiciens d'autrefois） （全21芸術研究、野田良之）
- 1910年：『ヘンデル』（Haendel） （全22芸術研究、高田博厚・蛯原徳夫）
- 1911年：『トルストイの生涯』（La Vie de Tolstoï） （全14伝記、宮本正清）
- 1913年：『コラ・ブルニョン』（Colas Breugnon） （全5小説、宮本正清）
- 1914年 - 1919年：『戦時の日記（1914-1919）』（Journal de années, 1914-1919） （全27 - 30日記、山口三夫、村上光彦、片山敏彦、蛯原徳夫ほか）
- 1915年：『戦いを超えて』（Au-dessus de la mêlée） （全18エセー、宮本正清）
- 1918年：『リリュリ』（Liluli） （全12戯曲、宮本正清）
- 1919年：『先駆者たち』（Les précurseurs） （全18エセー、山口三夫）
- 1920年：『クレランボー』（Clérambault） （全5小説、宮本正清）
- 1920年：『ピエールとリュース』（Pierre et Luce） （全5小説、宮本正清）
- 1921年：『機械の反抗』（La révolte des machines） （全12戯曲、蛯原徳夫）
- 1922年-1933年：『魅せられたる魂』（L'àme enchantée） （全6 - 8小説、宮本正清）
- 1923年：『マハトマ・ガンジー』（Mahatma Gandhi） （全14伝記、宮本正清）
- 1925年：『愛と死との戯れ』（Le jeu de l'amour et de la mort） （全10戯曲、片山敏彦）
- 1925年 - 1942年：『内面の旅路』（Le voyage intérieur） （全17自伝、宮本正清）
- 1926年：『花の復活祭』（Pâques fleuries） （全10戯曲、蛯原徳夫）
- 1928年：『獅子座の流星群』（Les Léonides） （全11戯曲、片山敏彦）
- 1928年：『エロイカからアパッショナータまで』（De l'Héroïque à l'Appassionata） （全23芸術研究、佐々木斐夫・片岡美智）
- 1929年：『インド』（L'Inde vivante） （全31日記、波多野茂弥）
- 1929年：『ラーマクリシュナの生涯』（Vie de Ramakrishna） （全15伝記、宮本正清）
- 1929年：『ヴィヴェーカーナンダの生涯と普遍的福音』（Vie de Vivekananda et l'Evangile Uneversel） （全15伝記、宮本正清）
- 1930年：『ゲーテとベートーヴェン』（Goethe et Beethoven） （全23芸術研究、佐々木斐夫・片岡美智）
- 1935年：『闘争の15年』（Quinze ans de combat） （全18エセー、新村猛・山口三夫）
- 1935年：『革命によって平和を』（Par la révolution, la paix） （全18エセー、蛯原徳夫訳）
- 1936年：『道づれたち』（Compagnons de route） （全19エセー、宮本正清）
- 1937年：『復活の歌』（Le chant de la Résurrection） （全24芸術研究、吉田秀和ほか）
- 1938年：『ジャン＝ジャック・ルソー』（Les pages immortelles de Rousseau） （全19エセー、宮本正清）
- 1939年：『ロペスピエール』（Robespierre） （全11戯曲、宮本正清）
- 1943年：『未完成のカテドラル1、2』（La cathédrale interrompue 1 & 2） （全25芸術研究、蛯原徳夫ほか）
- 1945年：『ペギー』（Péguy） 没後、（全16伝記、山崎庸一郎・村上光彦）
- 1945年：『未完成のカテドラル3』（La cathédrale interrompue3） 没後、（全25芸術研究、蛯原徳夫ほか）

- 書簡：『リュニェ＝ポーと』（Lugne Poe） （全9戯曲、小島達雄・西村太一）／『マルヴィーダ・フォン・マイゼンブークへ』（全32書簡、宮本正清・山上千枝子／『母へ』（全34書簡、蛯原徳夫）／『シュテファン・ツヴァイクと』（全38書簡、山口三夫）

## 日本語訳書

### 全集
日本語訳の全集は1946年以降3回、みすず書房で編・出版されたが、2000年代に版元品切になっている。
第3次の全集は、1975年から1985年に下記43冊で刊。
第1巻 - 第8巻：小説／第9巻 - 第13巻：戯曲／第14巻 - 第16巻：伝記／第17巻：自伝／第18巻 - 第19巻：エセー／第20巻 - 第25巻：芸術研究／第26巻 - 第31巻：日記／第32巻 - 第42巻：書簡／第43巻：雑纂・評伝。
各巻の内容は、著書の項に、原著の執筆年順に展開した。

### 単行本（抄）
同一作品の同じ翻訳者による重版は、最近の版のみを記す。
- 宮本正清訳 『ピエールとリュース』、みすず書房（新版2006年）
- 豊島与志雄訳 『ジャンクリストフ』、岩波文庫（全4巻、改版1986年） ISBN 4003255518、ISBN 4003255526、ISBN 4003255534、ISBN 4003255542
- 片山敏彦訳 『ジャン・クリストフ』、河出世界文学大系63 - 65（新版1980年）
- 宮本正清訳 『魅せられたる魂』、岩波文庫（全5巻、改版1989年）、河出世界文学大系66 - 67（新版1980年）
- 渡辺淳訳 『ピエールとリュース』、鉄筆文庫（2015年）。元版「新日本出版社 世界短篇名作選 フランス編2」（1978年）での一篇
- 三木原浩史訳 『ピエールとリュス』、鳥影社（2016年） ISBN 4862655777
- 山田稔訳 『ジャン＝ジャック・ルソー』、「筑摩世界文学大系22」（1974年）中の一篇
- 平岡昇訳 『ベートーヴェンの生涯』、「平凡社 世界教養全集12」（1973年）中の一篇
- 高田博厚訳 『ジャン・クリストフ』、筑摩世界文学大系53 - 54（1971年）
- 新庄嘉章訳 『ジャン・クリストフ』、新潮文庫（改版全4巻）／新潮世界文学24 - 25（1969年）ISBN 4106601249、ISBN 4106601257
- 宮本正清訳 『コラ・ブルニョン』、新潮世界文学25（1969年）
- 高橋邦太郎訳 『愛と死との戯れ』、角川文庫（1962年）
- 高田博厚訳 『ミケランジェロの生涯』、岩波文庫（1963年）
- 片山敏彦訳 『愛と死との戯れ』、岩波文庫（1960年） ISBN 4003255593
- 片山俊彦訳 『獅子座の流星群』、岩波文庫（1958年）
- 片山敏彦訳 『ベートーヴェンの生涯』、岩波文庫（1965年） ISBN 4003255623
- 蛯原徳夫訳 『ミレー』、岩波文庫（1959年） ISBN 400325564X
- 蛯原徳夫訳 『トルストイの生涯』、岩波文庫（1960年）